# Копёнкин, Алексей Николаевич
Алексей Николаевич Копёнкин (20 июля 1911 года, Аткарск — 12 апреля 2002 года, Москва) — советский хозяйственный, государственный и политический деятель.

## Биография
Родился в 1911 году в Аткарске. Член ВКП(б) с 1931 г.
С 1931 года — на хозяйственной, общественной и политической работе. В 1931—1983 гг. — агроном в Саратовской губернии, директор МТС совхоза НКВД «Коммунарка», директор совхоза НКВД «Крёкшино» Нарофоминского района Московской области, организатор подпольного райкома ВКП (б), участник Великой Отечественной войны в составе 18-й армии, первый секретарь Наро-Фоминского райкома ВКП(б), слушатель ВПШ при ЦК ВКП(б), первый секретарь Можайского райкома КПСС, председатель Наро-Фоминского райисполкома.
С января 1961 года — в аппарате Президиума Верховного Совета СССР: ответственный сотрудник Секретариата, заместитель заведующего Приёмной Президиума ВС СССР, заведующий Отделом наград Президиума Верховного Совета СССР (1966—1983).

10 мая Вручение большой маршальской звезды. Говорил с тов. Копенкиным А. Н. — он сказал: голос офицера слышал, голос генерала слышал, а теперь рад, что слышу голос маршала.
— Из дневника Л. Брежнева, 1976 год «Пробовал говорить в зале Кремля»: дневник Брежнева
Делегат XXV и XXVI съездов КПСС.
Почётный гражданин городов Наро-Фоминск и Туапсе.
Умер в Москве в 2002 году. Похоронен на Новокунцевском кладбище.